# Гоуї Вільямс (баскетболіст)
Гоуї Вільямс (англ. Howie Williams; 29 жовтня 1927 — 25 грудня 2004) — американський баскетболіст.
Олімпійський чемпіон 1952 року.